# Wespendief
De wespendief (Pernis apivorus) is een roofvogel uit de familie van de havikachtigen (Accipitridae). De wetenschappelijke naam van de soort werd als Falco apivorus in 1758 gepubliceerd door Carl Linnaeus. De Wespendief is beschermd op grond van de Europese Vogelrichtlijn.

## Kenmerken
De vogel heeft relatief kleine poten, zwak ontwikkelde klauwen, een relatief lange staart met drie brede dwarsbanden en een slanke gebogen snavel. De lichaamslengte bedraagt 52 tot 60 cm, de spanwijdte 110 tot 135 cm en het gewicht 450 tot 1000 gram. Het verenkleed is identiek bij beide geslachten. De kop van het mannetje is enigszins grijs van kleur.

## Leefwijze
De wespendief leeft in bossen en andere gebieden met bomen die worden afgewisseld met open terrein.  
Hij eet vooral larven, poppen, volwassen wespen, bijen, hommels en zelfs hoornaars. Soms eet hij ook andere insecten, of reptielen. De roofvogel is goed beschermd tegen insectensteken, zo heeft hij een dik verenpakket, schubben op zijn poten en wimperharen die zijn ogen beschermen tijdens het met de snavel uitgraven van nesten van wespen en hommels. 

## Voortplanting
Wespendieven arriveren in mei in de broedgebieden en verlaten deze uiterlijk in september. Een aanzienlijk deel van de aanwezige vogels komt niet tot broeden. De wespendief nestelt in de meeste gevallen in grote bossen, als daar tenminste voldoende voedsel te vinden is. De aantallen nemen sinds 1990 in veel gebieden in Europa licht maar gestaag af. In Nederland is de geschatte broedpopulatie zo'n 360-440 exemplaren. De nesten, die nog al eens eerder gebruikt zijn, zijn vaak lastig te vinden. Het legsel bestaat meestal uit een tot drie ronde, geelwitte eieren met bruine vlekjes.

Ei van de wespendief

## Trek

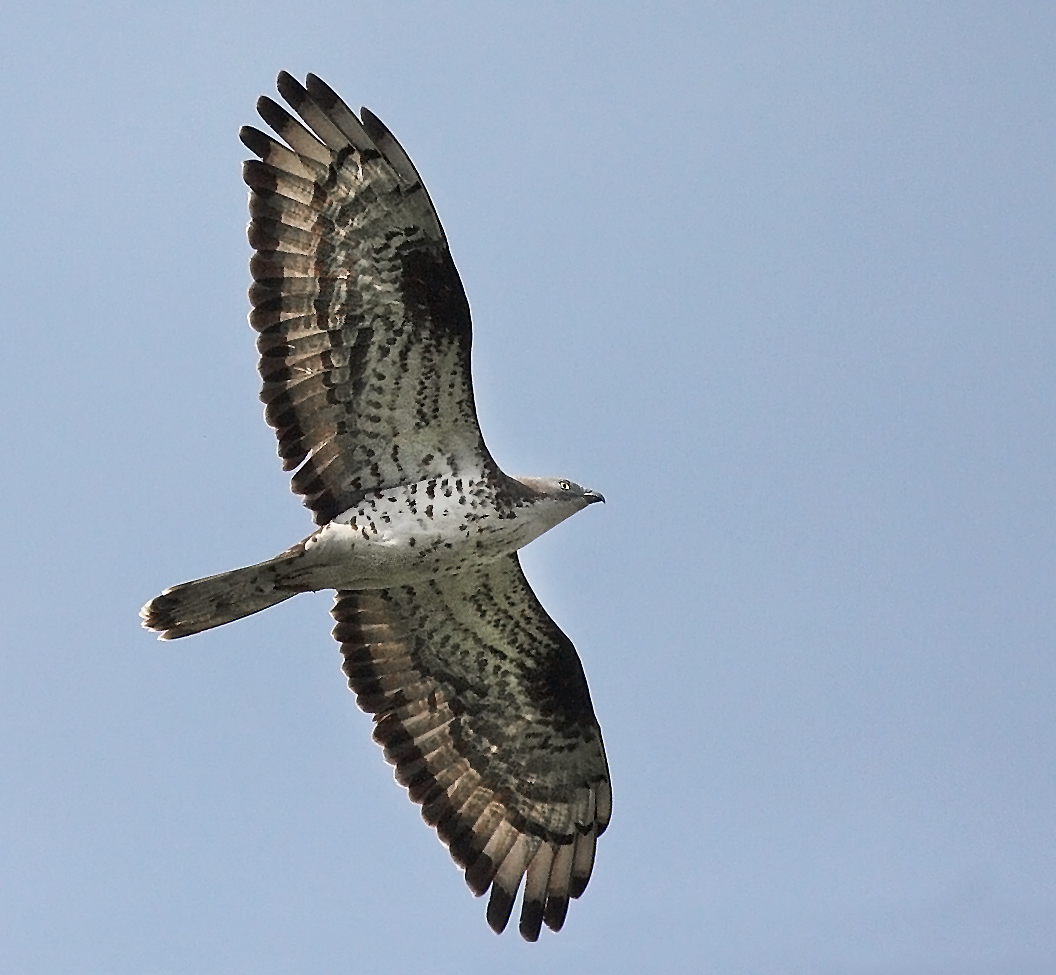
Vliegbeeld

De voorjaarstrek in mei is meestal onopvallend, maar soms worden in de tweede helft van die maand groepen tot enkele tientallen vogels gezien. De wegtrek begint al in juli en loopt door tot begin oktober. Eind augustus en begin september is er in bepaalde jaren in Nederland een massale doortrek van noordelijke vogels, met name in de zuidoosthelft van het land. Krachtige oostenwinden zorgen soms voor een toestroom van trekkers boven Nederland. Waarnemingen na begin oktober zijn uitermate schaars.

## Verspreiding
Wespendieven komen in de zomer in een groot deel van Europa voor, waaronder in Nederland en België. Uitzonderingen zijn het Verenigd Koninkrijk, Spanje en een deel van de Scandinavische kust. Het grootste deel van het jaar verblijft de vogel in Afrika. In Nederland wordt de broedpopulatie in 2018-2020 geschat op 330-400 broedparen.

## Status
De grootte van de totale populatie is in 2020 geschat op 290-430 duizend volwassen vogels. Op de Rode lijst van de IUCN heeft deze soort de status niet bedreigd.

## Video
- Een wespendief plundert een wespennest
- Een wespendief eet van een uitgegraven honingraat